# Votios

Bandera votia.

Votios, nombre de un pueblo noreuropeo que habitaba la Votia y el occidente de la Ingria. Los votios se apelan en su idioma (según el dialecto) vadyalain, vaddalain, vadyakko (en plural: vadyalaizö, en singular: maavätchi). Su idioma es una lengua urálica: el votio, (o vadyaa cheli o maancheli). La denominación vadyaa proviene del antiguo baltofinés "vakya" (= gancho, como "pico", con connotaciones fálicas, designando a los hombres), palabra que es un préstamo de las lenguas bálticas (letón: vdzis, lituano vagis. También se asocia a la región oriental de Estonia (poblada otrora por votios): Vaiga y al nombre de la ciudad de Narva.

## Territorio
Los votios hasta la Edad Media se dividían en dos grupos: Los votios meridionales y los votios septentrionales, los meridionales vivían en la región de Nóvgorod, los votios septentrionales (de los cuales descienden los votios modernos) habitaban el oeste de la Ingria, especialmente la cuenca del río Narva y costas del lago Peipsi.

## Historia
El pueblo votio es mencionado en fuentes escritas a partir de 1069 aunque ya se tenían referencias concretas de esta etnia desde el año 854 época en que sufren las incursiones de los varegos y la presión de los eslavos protorrusos.

Los votios septentrionales son mencionados en las antiguas crónicas del principado ruso de Nóvgorod con el nombre de chudski ("chudos"), palabra que los rusos aplicaban a prácticamente todos los pueblos bálticos y finoúgrios con el significado de "bárbaros" y que se mantiene en la toponimia eslava de la región, por ejemplo el lago Peipus es aún llamado por los rusos: Chudskoye ózero ("Lago de los Bárbaros").

Los votios meridionales fueron rusificados ya en el Medioevo. Mientras que los votios septentrionales lograron mantener su identidad, especialmente en el occidente de la Ingria donde confinaban con los estonios, los dos grupos de votios fueron convertidos al cristianismo ortodoxo por misioneros procedentes de la República de Nóvgorod durante el siglo XIII.

Aun así la población de votios parece haber sido siempre bastante exigua, y el número de votios disminuyó progresivamente a partir de la anexión de todos sus territorios al Zarato ruso en 1703; de modo que en 1840 existían 37 localidades votias -la mayoría en las cercanías septentrionales de la actual Oudova, en 1848, solo se contaban algo más de 5000 (cinco mil) votios habitando la Ingria, especialmente las áreas rurales en torno a la ciudad de Narva. En 1942 existían aún 23 localidades con población votia. La situación étnica de los votios se agravó drásticamente durante el siglo XX ya que bajo el período staliniano esta fue una de las etnias que padeció deportaciones y diásporas forzadas dentro de la URSS, dado que Stalin desconfiaba de la lealtad de los votios.
En el tiempo de la disolución de la URSS, 1991, solo quedaban unas sesenta personas que se reconocían de etnia votia, de esta población solo treinta hablaban usualmente su idioma, en el 2002, según fuentes rusas, vivían unas setenta personas que se declaraban votias. Este ligero incremento se habría debido principalmente a la natalidad.
En el año 2016 se contabilizaron 7 votios. Se cree que su desaparición es inminente.
- Datos: Q836660
- Multimedia: Votians / Q836660